# Жан де Гассіон
Жан де Гассіон (Jean de Gassion, 20 серпня 1609, По — 2 жовтня 1647, Аррас) — військовий діяч Французького королівства, маршал Франції.

## Життєпис
Походив з беарнської шляхетської родини Гассіон. Син Жака де Гассіона, капітана замку Нант. Виховувався у кальвіністській вірі. Брав участь у повстаннях протестантів проти королівської армії, зокрема з 1625 року — під проводом герцога Генріха II де Роана. Після поразки останнього 1629 року і підписання Алеського перемир'я Гассіон вирушив до Швеції, де вступив на службу короля Густава II Адольфа, отримавши під того роту піхоти і полк кінноти.
З 1630 року брав участь у Тридцятирічній війні у складі шведського війська. Протягом кампанії 1631—1632 років звитяжив у битві при Брейтенфельді, переправі через Лех і облозі Інгольштадту. На чолі піхотного полку брав участь при облогах Бібераху, Донауверту і Аугсбургу, в битвах біля Нюрнберга, Фрейштадта і Люцена.
У 1635 році Гассіон повернувся до Франції і поступив на службу до короля Людовика XIII. Отримав право на формування піхотного полку у 1600 вояків. Потім увійшов до війська під орудою Луї де Конде, найближчим радником якого став. 1636 року відзначився у битві за Доль, який було захоплено французами. Надалі відзначився у поході Франш-Конте. 1639 року брав участь в облогах міст Сен-Омер і Еден, а в 1640 році — Аррасу (усе в Пікардії).
У 1643 році запропонував Луї де Бурбону план атаки іспанського війська біля Рокруа. Також саме кіннота під орудою Гассіона завдало поразки правому флангу ворога, сприявши повній перемозі. Втім успіх в битві було приписано Луї де Конде як головнокомандувачу. Невдовзі разом з останнім брав участь у захопленні Тіонвілля. Невдовзі завдяки протекції Конде отримав від кардинала Мазаріні посаду маршала.
Гассіон перетворив Куртре в свою резиденцію, звідки здійснював напади на Фландрію і Артуа в Південних Нідерландах, з міст яких брав значні контрибуції, що дозволяло самостійно тримати військо, не залежачи від королівської скарбниці. Це дозволило Гассіону мати самостійну політичну позицію, що призводило до конфлікту з Мазарині. Водночас тертя з останнім посилювалося через різницю в конфесіях. 1644 року наказав захопити абатство Сен-Коломбе де Блендек.
У 1647 році при облозі Лансу зазнав тяжкого поранення й невдовзі помер в Аррасі.

## Родина
- Жанна, дружина Генріха I де Монтеск'ю, сеньйора д'Артаньяна